# Radslavice (Přerovi járás)
Radslavice település Csehországban, Přerovi járásban. Radslavice Grymov, Tučín, Přerov, Osek nad Bečvou, Prosenice, Pavlovice u Přerova és Sušice településekkel határos. Lakosainak száma 1150 fő (2024. január 1.).

## Népesség
A település lakosságának változását az alábbi diagram mutatja:
| Lakosok száma | 508  | 584  | 691  | 731  | 976  | 1125 | 1146 | 1162 | 1142 | 1150 |
|               | 1869 | 1890 | 1921 | 1950 | 1980 | 2001 | 2017 | 2019 | 2022 | 2024 |

## Híres személyek
- itt született Svatopluk Matyáš (1929–2020) cseh színész